# Fiordo di Hagen
Il fiordo di Hagen (danese Hagen Fjord) è un fiordo della Groenlandia di 80 km. Si trova a 81°40'N 25°00'O; è situato nel Parco nazionale della Groenlandia nordorientale, fuori da qualsiasi comune.